# Uffington (Shropshire)
Uffington – wieś w Anglii, w hrabstwie Shropshire. Leży 5 km na wschód od miasta Shrewsbury i 222 km na północny zachód od Londynu.